# Пасо Колмурано Суд (Мачерата)
Пасо Колмурано Суд (итал. Passo Colmurano Sud) насеље је у Италији у округу Мачерата, региону Марке.
Према процени из 2011. у насељу је живело 79 становника. Насеље се налази на надморској висини од 264 м.